# Manfred Näslund
Hans Manfred Eugén Näslund (international manchmal auch Naeslund; * 28. Juni 1899 in Sköns församling,
Västernorrland; † 18. Juli 1988 in Vallentuna församling, Stockholms län) war ein schwedischer Forstwissenschaftler. Er war von 1944 bis 1957 Direktor der Forstlichen Versuchsanstalt Schwedens (Statens skogsforskningsinstitut). Wissenschaftlich ist er vor allem durch neue Ansätze zur Volumen- und Zuwachsmessung stehender Waldbestände hervorgetreten und hat damit der Waldmesslehre wichtige Impulse gegeben. Näslund galt als einer der bedeutendsten europäischen Forstleute seiner Zeit und genoss weltweite Anerkennung. Von 1957 bis 1966 wirkte er zudem als Landshövding der Provinz Norrbottens län.

## Leben

### Wissenschaftliche Tätigkeit an der Forstlichen Versuchsanstalt
Manfred Näslund absolvierte sein Forststudium an der Forsthochschule (Skogshögskola) in Stockholm. Nachdem er von 1925 bis 1928 in der forstlichen Praxis gearbeitet hatte, kehrte er 1929 nach Stockholm zurück, um im dortigen Statens skogsforskningsinstitut als Assistent anzufangen. 1941 wurde er Oberassistent und im Jahr darauf Leiter der Waldabteilung des Forschungsinstituts. Im Jahr 1944 folgte die Ernennung zum Professor mit gleichzeitiger Übertragung der Leitung der gesamten Forstlichen Versuchsanstalt. Diese wurde unter Näslunds Führung in den folgenden Jahren umorganisiert und zugleich erheblich vergrößert, eine Aufgabe, bei der ihm sein großes Organisationstalent zugutekam.
Einen Namen innerhalb der forstwissenschaftlichen Fachwelt machte sich Näslund vor allem dadurch, dass er gemeinsam mit seinem Kollegen Henrik Petterson schon sehr früh mathematisch-statistische Methoden in der forstlichen Forschung einführte. Außerdem bereicherte er diese, indem er selbst eigene Formeln erarbeitete. Bereits 1929 beschäftigte er sich mit der Herleitung der Bestandeshöhenkurve und deren Genauigkeit in Abhängigkeit von der Anzahl der für sie herangezogenen Probestämme. Dazu leitete er eine Näherungsformel ab, mit der sich der mittlere Fehler der Bestandeshöhenkurve im Bereich der Mittelhöhen bestimmen lässt. Mit dieser so genannten „Näslund-Formel“ kann man zudem die jeweils notwendige Anzahl der Höhenmessungen berechnen, die notwendig ist, um eine bestimmte Genauigkeit der Mittelhöhe zu gewährleisten. Es war daher nicht verwunderlich, dass Näslund der schwedischen Reichswaldtaxierung (Riksskogstaxering) 1938 bis 1949 als Experte für die statistische Bearbeitung des dabei erhobenen umfangreichen Zahlenmaterials diente. Eine Rückschau auf dieses forstliche Jahrhundertprojekt und seine Auswertung war das 1986 veröffentlichte Buch Riksskogstaxering och avverkningsstatistik 1937-1953, zu dem auch Näslund Kapitel beisteuerte.
Während seiner fast 30-jährigen Tätigkeit am Statens skogsforskningsinstitut war ein Schwerpunkt die Betreuung der Versuchsflächen des Instituts, wobei Näslund selbst eine Reihe von Durchforstungsversuchen ausgewertet hat. Für die forstliche Praxis bedeutsam waren darüber hinaus die von ihm und seinen Kollegen aufgestellten Funktionen und Tabellen zur Volumen- und Zuwachsmessung stehender Waldbestände. Einen Großteil seiner Forschungsergebnisse publizierte Manfred Näslund in der Schriftenreihe Meddelanden från statens skogsförsöksanstalt (dt. Mitteilungen aus der Forstlichen Versuchsanstalt Schwedens), die er auch langjährig als einer ihrer Schriftleiter und Herausgeber betreute.

### Als Regierungspräsident von Norrbotten
Im Jahr 1957 wurde Manfred Näslund von der Regierung in Stockholm zum Landshövding für die Provinz Norrbottens län ernannt, die seinerzeit zu 80 Prozent aus Waldflächen bestand. Es gelang ihm jedoch, neben der bei so viel Wald natürlich bedeutsamen Forstwirtschaft und Holzindustrie auch die allgemeine industrielle Entwicklung dieses Landesteils zu fördern. Das Amt des Landshövding hatte er bis zu seiner Pensionierung im Jahr 1966 inne. Seine in dieser Zeit gewonnenen Erfahrungen und Erkenntnisse schlugen sich in dem Buch Regionalpolitik. I går, i dag, i morgon (1972) nieder.

### Nationales und internationales Engagement
Während seines Berufslebens und auch noch danach engagierte sich Professor Näslund in führender Stellung in einer ganzen Reihe von forstlichen, wissenschaftlichen und politischen Gremien Schwedens. Auch die internationale Zusammenarbeit auf dem Gebiet der Forstwissenschaft und Forstwirtschaft hat er stets tatkräftig gefördert. So war er ganz entscheidend beim Aufbau und der Organisation Forstlicher Versuchsanstalten in Österreich, der Türkei, Mexiko und Burma beteiligt.

### Ehrungen
Manfred Näslund war Mitglied und Ehrenmitglied verschiedener wissenschaftlicher Akademien, darunter der Königlich Schwedischen Forst- und Landwirtschaftsakademie und der Deutschen Akademie der Landwirtschaftswissenschaften zu Berlin. Seine wissenschaftlichen Leistungen fanden zudem mit der Verleihung dreier Ehrendoktorwürden (Dr. h. c.) – darunter 1959 durch die Ludwig-Maximilians-Universität München – Anerkennung.
Professor em. Dr. Dr. h. c. mult. Manfred Näslund starb am 18. Juli 1988 in seinem 90. Lebensjahr.

## Schriften (Auswahl)
- Antalet provträd och höjdkurvans noggrannhet [Anzahl der Probestämme und die Genauigkeit der Höhenkurve], Meddelanden från statens skogsförsöksanstalt 25/3, S. 93–170, Stockholm 1929, ISSN 0283-3093
- Ett gallringsförsök i stavagranskog [Ein Durchforstungsversuch in Stabfichtenwald], Stockholm 1935
- Skogsförsöksanstaltens gallringsförsök i tallskog: primärbearbetning [Die Durchforstungsversuche der Forstlichen Versuchsanstalt Schwedens in Kiefernwald: Primärbearbeitung], Stockholm 1936
- Funktioner och tabeller för kubering av stående träd: Tall, gran, och björk i norra sverige [Funktionen und Tabellen zur Kubierung stehender Bäume: Kiefer, Fichte und Birke in Nordschweden], Meddelanden från statens skogsförsöksanstalt 32/4, S. 87–142, Stockholm 1940
- Den gamla norrländska granskogens reaktionsförmåga efter genomhuggning [Die Reaktionsfähigkeit des alten norrländischen Fichtenwaldes nach Durchhauung], Meddelanden från statens skogsförsöksanstalt 33/1, 212 S., Stockholm 1942
- Funktioner och tabeller för kubering av stående träd: Tall, gran och björk i södra Sverige samt i hela landet [Functions and tables for computing the cubic volume of standing trees: Pine, spruce and birch in southern Sweden, and in the whole of Sweden], Stockholm 1947
- zusammen mit Erik Hagberg: Skogsforskningsinstitutets större tabeller för kubering av stående träd: Tall, gran och björk i södra Sverige, Stockholm 1950
- Sveriges skogstillgångar, Industriens upplysningstjänst, serie C; 6, Stockholm 1951
- zusammen mit Erik Hagberg: Skogsforskningsinstitutets större tabeller för kubering av stående träd: Tall, gran och björk i norra Sverige, Stockholm 1952
- Statens Skogsforskningsinstitut, dess arbetsuppgifter och organisation, Meddelanden från statens skogsförsöksanstalt (Band 42 1952/53, Nr. 3 A), Stockholm 1953 (dt. Die Forstliche Forschungsanstalt Schwedens, Arbeitsaufgaben und Organisation, Mitteilungen der forstlichen Forschungsanstalt Schwedens, Band 42 1952/53, Nr. 3 C, Stockholm 1953)
- zusammen mit Erik Hagberg: Mindre tabeller för kubering av stående träd utarb. av Statens skogsforskningsinstitut år 1951: tall, gran och björk på bark, Stockholm 1962
- Nutt material for skoylig produktions forskming. Tall, gran och bjork, Studia forestalia suecica, Stockholm 1971
- Regionalpolitik. I går, i dag, i morgon, Stockholm 1972
- Studier over tallens stamform i norra sverige [Stem form studies of pine in northern Sweden], Report – Swedish University of Agricultural Sciences Section of Forest Mensuration and Management (No 8), Umeå 1980
- zusammen mit Lars Göran Svensson: Studier över tillväxt och reaktion vid gallring i tallskog. Prognosfunktioner för enskilda träds diameter- och formhöjdstillväxt [Studies of increment and response to thinning in pine forests], Rapport – Sveriges Lantbruksuniversitet, Institutionen för Biometri och Skogsindelning, Avdelningen för Skogsuppskattning och Skogsindelning (10), Umeå 1984 (ISBN 91-576-1972-7)
- als Mitverfasser: Riksskogstaxering och avverkningsstatistik 1937-1953, Uppsala 1986
- Den orörda skogen. En rik kunskapskälla, Rapport – Naturvårdsverket (3390), Solna 1988, ISBN 91-620-3390-5.